# Kléber Haedens
Kléber Haedens (* 11. Dezember 1913 in Équeurdreville-Hainneville, Département Manche; † 13. August 1976 in Aureville, Département Haute-Garonne) war ein französischer Journalist, Autor und Literaturkritiker.

## Leben und Werk
Haedens wuchs als Sohn eines Berufsoffiziers im Senegal auf, besuchte das Militärgymnasium Prytanée national militaire in La Flèche und eine Schule in Libourne. Auf Wunsch seiner Eltern studierte er an der Ecole supérieure de commerce von Bordeaux (heute: KEDGE Business School), wandte sich aber nach Abschluss dem Literatentum zu, als Romancier, Kritiker und Literarhistoriker.  Von 1943 bis 1945 gab er im Verlag Robert Laffont die Zeitschrift Le Livre des lettres heraus. Ab 1951 zog sich Haedens auf einen Hof im Vorland von Toulouse zurück.
Haedens veröffentlichte 1943 eine nonkonformistische, aber erfolgreiche Geschichte der französischen Literatur mit harschen Urteilen, z. B. über den Stil von Victor Hugo.
Haedens stand politisch unter dem Einfluss von Léon Daudet und Charles Maurras (dessen Sekretär er eine Zeit lang war) und gehörte in den dreißiger Jahren zur Action française. Das erwies sich als Hindernis, als 2008 der Bürgermeister von La Garenne-Colombes, Philippe Juvin, eine Schule nach ihm benennen wollte (und angesichts der zahlreichen Proteste auf sein Projekt verzichten musste).
Haedens wird oft in Zusammenhang gebracht mit der Literaturgruppe Les Hussards, zu der Roger Nimier, Jacques Laurent, Michel Déon, Antoine Blondin und andere gezählt werden, die mit ihm die Abneigung gegen den Nouveau Roman und  gegen die Philosophie des Absurden teilten.

## Werke

### Romane
- L'École des parents, Paris 1937 (deutsch: Die Schule der Eltern, Leipzig 1939)
- Magnolia-Jules, Paris 1938
- Une Jeune serpente, Paris 1940
- Franz, Paris/Marseille 1944
- Adieu à la rose, Paris 1945
- Salut au Kentucky, Paris 1947
- L'été finit sous les tilleuls, Paris 1966 (spanisch:  El verano termina bajo los tilos, Santiago 1968), ausgezeichnet 1966 mit dem Prix Interallié
- Adios, Paris 1974